# Campeonato Mundial de Basquetebol Feminino de 1990
O Campeonato Mundial de Basquetebol Feminino de 1990 foi a 11ª edição do Campeonato Mundial de Basquetebol Feminino. Foi disputado na Malásia, organizado pela Federação Internacional de Basquetebol (FIBA) e pela Federação Malaia de Basquetebol.

## Locais de Competição
| Cidade        | Local | Capacidade |
| ------------- | ----- | ---------- |
| Kuala Lumpur  |       |            |
| Kuching       |       |            |
| Kota Kinabalu |       |            |

## Equipes Participantes
| América        | Europa          | Ásia          | Oceania   | África  |
| -------------- | --------------- | ------------- | --------- | ------- |
| Estados Unidos | União Soviética | Coreia do Sul | Austrália | Senegal |
| Brasil         | Bulgária        | Japão         |           | Zaire   |
| Cuba           | Itália          | China         |           |         |
| Canadá         | Iugoslávia      | Malásia       |           |         |
|                | Tchecoslováquia |               |           |         |

## Fase Preliminar

### Grupo A
Austrália - Malásia : 96 - 27
Bulgária - Itália : 63 - 67
Malásia - Bulgária : 56 - 130
Itália - Austrália : 59 - 66
Itália - Malásia : 107 - 48
Austrália - Bulgária : 71 - 77
- Classificação

| Posição | País      | Pts | V | D | PP  | PC  | S    |
| ------- | --------- | --- | - | - | --- | --- | ---- |
| 1       | Bulgária  | 5   | 2 | 1 | 270 | 194 | 76   |
| 2       | Austrália | 5   | 2 | 1 | 233 | 163 | 70   |
| 3       | Itália    | 5   | 2 | 1 | 233 | 177 | 56   |
| 4       | Malásia   | 3   | 0 | 1 | 131 | 333 | -202 |

### Grupo B
URSS - Japão : 103 - 79
Canadá - Brasil : 74 - 56
Japão - Canadá : 69 - 75
URSS - Brasil : 95 - 67
Brasil - Japão : 91 - 79
URSS - Canadá : 88 - 53
- Classificação

| Posição | País            | Pts | V | D | PP | PC | SP |
| ------- | --------------- | --- | - | - | -- | -- | -- |
| 1       | União Soviética | 6   | 3 | 0 |    |    |    |
| 2       | Canadá          | 5   | 2 | 1 |    |    |    |
| 3       | Brasil          | 4   | 1 | 2 |    |    |    |
| 4       | Japão           | 3   | 0 | 1 |    |    |    |

### Grupo C
Estados Unidos - Senegal : 106 - 36
Tchecoslováquia - Coreia do Sul : 67 - 60
Senegal - Tchecoslováquia : 37 - 93
Coreia do Sul - Estados Unidos : 55 - 87
Coreia do Sul - Senegal : 72 - 53
Estados Unidos - Tchecoslováquia : 86 - 59
- Classificação

| Posição | País            | Pts | V | D | PP | PC | SP |
| ------- | --------------- | --- | - | - | -- | -- | -- |
| 1       | Estados Unidos  | 6   | 3 | 0 |    |    |    |
| 2       | Tchecoslováquia | 5   | 2 | 1 |    |    |    |
| 3       | Coreia do Sul   | 4   | 1 | 2 |    |    |    |
| 4       | Senegal         | 3   | 0 | 1 |    |    |    |

### Grupo D
Iugoslávia - Zaire : 64 - 39
China - Cuba : 84 - 88
Zaire - China : 50 - 69
Cuba - Iugoslávia : 68 - 75
Cuba - Zaire : 76 - 60
Iugoslávia - China : 88 - 70
- Classificação

| Posição | País       | Pts | V | D | PP | PC | SP |
| ------- | ---------- | --- | - | - | -- | -- | -- |
| 1       | Iugoslávia | 6   | 3 | 0 |    |    |    |
| 2       | Cuba       | 5   | 2 | 1 |    |    |    |
| 3       | China      | 4   | 1 | 2 |    |    |    |
| 4       | Zaire      | 3   | 0 | 1 |    |    |    |

## Fase de Classificação ( 9º ao 16º lugar)
Senegal - China : 55 - 106
Malásia - Brasil : 50 - 143
China - Malásia : 123 - 49
Brasil - Senegal : 75 - 55
Brasil - China : 100 - 97
Malásia - Senegal : 41 - 73
- Classificação

| Posição | País    | Pts | V | D | PP | PC | SP |
| ------- | ------- | --- | - | - | -- | -- | -- |
| 1       | Brasil  | 6   | 3 | 0 |    |    |    |
| 2       | China   | 5   | 2 | 1 |    |    |    |
| 3       | Senegal | 4   | 1 | 2 |    |    |    |
| 4       | Malásia | 3   | 0 | 1 |    |    |    |

Coreia do Sul - Zaire : 79 - 70
Itália - Japão : 78 - 81 (ap: 71 - 71)
Zaire - Itália : 64 - 74
Japão - Coreia do Sul : 62 - 98
Japão - Zaire : 80 - 63
Itália - Coreia do Sul : 70 - 81
- Classificação

| Posição | País          | Pts | V | D | PP | PC | SP |
| ------- | ------------- | --- | - | - | -- | -- | -- |
| 1       | Coreia do Sul | 6   | 3 | 0 |    |    |    |
| 2       | Japão         | 5   | 2 | 1 |    |    |    |
| 3       | Itália        | 4   | 1 | 2 |    |    |    |
| 4       | Zaire         | 3   | 0 | 1 |    |    |    |

### Classificação 13º ao 16º lugar
|  | Disputa do 16º ao 16º lugares | Disputa do 16º ao 16º lugares |    |         | Disputa do 13º lugar | Disputa do 13º lugar |  |
|  |                               |                               |    |         |                      |                      |  |
|  | -                             |                               |    |         |                      |                      |  |
|  | Itália                        | 128                           |    |         |                      |                      |  |
|  | Malásia                       | 60                            |    |         |                      |                      |  |
|  |                               |                               |    |         |                      |                      |  |
|  |                               |                               |    |         | -                    |                      |  |
|  |                               |                               |    |         | Itália               | 76                   |  |
|  |                               | Senegal                       | 57 |         |                      |                      |  |
|  |                               |                               |    |         |                      |                      |  |
|  |                               |                               |    |         |                      |                      |  |
|  |                               |                               |    |         | Disputa do 15º lugar |                      |  |
|  | -                             | -                             |    | -       | -                    |                      |  |
|  | Zaire                         | 52                            |    | Malásia | 46                   |                      |  |
|  | Senegal                       | 60                            |    |         | Zaire                | 88                   |  |

### Classificação 9º ao 12º lugar
|  | Disputa do 9º ao 12º lugares | Disputa do 9º ao 12º lugares |    |               | Disputa do 9º lugar  | Disputa do 9º lugar |  |
|  |                              |                              |    |               |                      |                     |  |
|  | -                            |                              |    |               |                      |                     |  |
|  | Coreia do Sul                | 80                           |    |               |                      |                     |  |
|  | China                        | 81                           |    |               |                      |                     |  |
|  |                              |                              |    |               |                      |                     |  |
|  |                              |                              |    |               | -                    |                     |  |
|  |                              |                              |    |               | China                | 95                  |  |
|  |                              | Brasil                       | 90 |               |                      |                     |  |
|  |                              |                              |    |               |                      |                     |  |
|  |                              |                              |    |               |                      |                     |  |
|  |                              |                              |    |               | Disputa do 11º lugar |                     |  |
|  | -                            | -                            |    | -             | -                    |                     |  |
|  | Japão                        | 90                           |    | Coreia do Sul | 100                  |                     |  |
|  | Brasil                       | 100                          |    |               | Japão                | 84                  |  |

### Fase Final
Tchecoslováquia - Iugoslávia : 66 - 81
Austrália - URSS : 60 - 70
URSS - Tchecoslováquia  : 79 - 82 (ap: 72 - 72)
Iugoslávia - Austrália : 80 - 70
Austrália - Tchecoslováquia : 54 - 83
Iugoslávia - URSS : 64 - 63
- Classificação

| Posição | País            | Pts | V | D | PP | PC | SP |
| ------- | --------------- | --- | - | - | -- | -- | -- |
| 1       | Iugoslávia      | 6   | 3 | 0 |    |    |    |
| 2       | Tchecoslováquia | 5   | 2 | 1 |    |    |    |
| 3       | União Soviética | 4   | 1 | 2 |    |    |    |
| 4       | Austrália       | 3   | 0 | 1 |    |    |    |

Bulgária - Canadá : 65 - 61
Estados Unidos- Cuba : 87 - 78
Estados Unidos - Canadá : 95 - 70
Cuba - Bulgária : 83 - 81
Canadá - Cuba : 69 - 75
Bulgária - Estados Unidos : 72 - 93
- Classificação

| Posição | País           | Pts | V | D | PP | PC | SP |
| ------- | -------------- | --- | - | - | -- | -- | -- |
| 1       | Estados Unidos | 6   | 3 | 0 |    |    |    |
| 2       | Cuba           | 5   | 2 | 1 |    |    |    |
| 3       | Bulgária       | 4   | 1 | 2 |    |    |    |
| 4       | Canadá         | 3   | 0 | 1 |    |    |    |

### Classificação 5º ao 8º lugar
|  | Disputa do 5º ao 8º lugares | Disputa do 5º ao 8º lugares |    |          | Disputa do 5º lugar | Disputa do 5º lugar |  |
|  |                             |                             |    |          |                     |                     |  |
|  | -                           |                             |    |          |                     |                     |  |
|  | Bulgária                    | 71                          |    |          |                     |                     |  |
|  | Austrália                   | 73                          |    |          |                     |                     |  |
|  |                             |                             |    |          |                     |                     |  |
|  |                             |                             |    |          | -                   |                     |  |
|  |                             |                             |    |          | Austrália           | 73                  |  |
|  |                             | União Soviética             | 97 |          |                     |                     |  |
|  |                             |                             |    |          |                     |                     |  |
|  |                             |                             |    |          |                     |                     |  |
|  |                             |                             |    |          | Disputa do 7º lugar |                     |  |
|  | -                           | -                           |    | -        | -                   |                     |  |
|  | Canadá                      | 56                          |    | Bulgária | 56                  |                     |  |
|  | União Soviética             | 80                          |    |          | Canadá              | 75                  |  |

### Classificação 1º ao 4° lugar
|  | Disputa do 1º ao 4º lugares | Disputa do 1º ao 4º lugares |    |                 | Disputa do 1º lugar | Disputa do 1º lugar |  |
|  |                             |                             |    |                 |                     |                     |  |
|  | -                           |                             |    |                 |                     |                     |  |
|  | Estados Unidos              | 87                          |    |                 |                     |                     |  |
|  | Tchecoslováquia             | 59                          |    |                 |                     |                     |  |
|  |                             |                             |    |                 |                     |                     |  |
|  |                             |                             |    |                 | -                   |                     |  |
|  |                             |                             |    |                 | Estados Unidos      | 88                  |  |
|  |                             | Iugoslávia                  | 78 |                 |                     |                     |  |
|  |                             |                             |    |                 |                     |                     |  |
|  |                             |                             |    |                 |                     |                     |  |
|  |                             |                             |    |                 | Disputa do 3º lugar |                     |  |
|  | -                           | -                           |    | -               | -                   |                     |  |
|  | Cuba                        | 66                          |    | Tchecoslováquia | 61                  |                     |  |
|  | Iugoslávia                  | 74                          |    |                 | Cuba                | 83                  |  |

## Classificação Final
| Posição | Equipe                                  |
| ------- | --------------------------------------- |
| 1       | Estados Unidos                          |
| 2       | Iugoslávia                              |
| 3       | Cuba                                    |
| 4       | Tchecoslováquia                         |
| 5       | União Soviética                         |
| 6       | Austrália                               |
| 7       | Predefinição:Canada basket-ball féminin |
| 8       | Bulgária                                |
| 9       | China                                   |
| 10      | Brasil                                  |
| 11      | Coreia do Sul                           |
| 12      | Japão                                   |
| 13      | Itália                                  |
| 14      | Senegal                                 |
| 15      | Zaire                                   |
| 16      | Malásia                                 |